# Heidekrabspin
De heidekrabspin (Xysticus acerbus) is een spinnensoort uit de familie van de krabspinnen (Thomisidae).
De wetenschappelijke naam van de soort werd in 1872 gepubliceerd door Tord Tamerlan Teodor Thorell.

## Ondersoorten
- Xysticus acerbus acerbus
- Xysticus acerbus obscurior Kulczynski, 1895[1]